# Machelismo

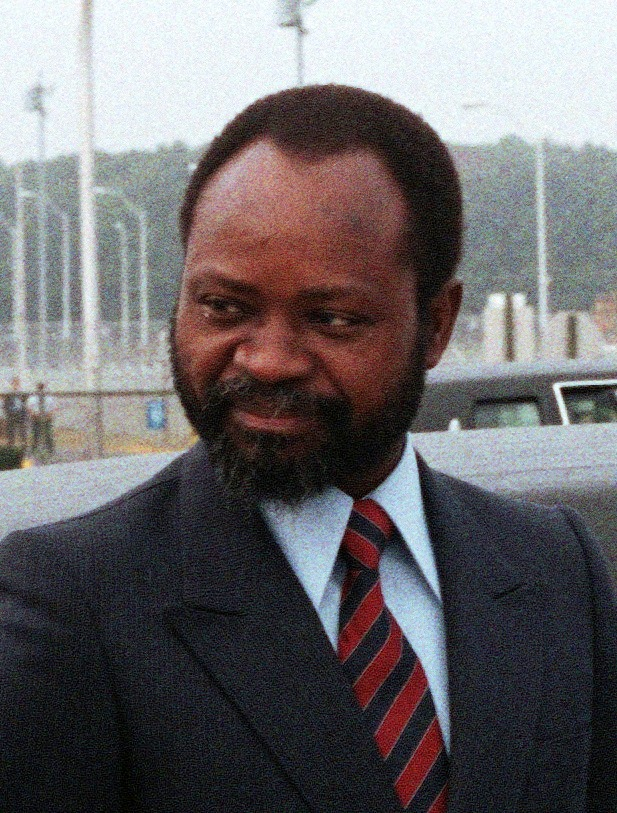
Samora Machel.

Machelismo es el término empleado en Mozambique para referirse al pensamiento expresado por Samora Machel, presidente de Mozambique tras la independencia del país en 1975 hasta su muerte en 1986. Dicha doctrina tiene origen en el marxismo-leninismo y en el comunismo soviético, que fue la ideología oficial del Partido FRELIMO durante el gobierno de Machel.
Como la mayoría de los pensamientos de carácter marxista, el machelismo defendería la propiedad estatal, así como una política basada en el centralismo democrático y la instauración de un estado socialista en Mozambique, buscando al alfabetización y la erradicación de la pobreza. Sin embargo, la variante de Machel también manifiesta una inclinación fuertemente nacionalista, proveniente de la larga guerra de independencia que enfrentó el FRELIMO, y más vagamente panafricanista. Rechaza firmemente el tribalismo o el tradicionalismo africano, y busca la creación y el establecimiento progresivo de una identidad nacional mozambiqueña propia, viéndose esto expresado en una frase de Machel: «Para que viva la nación, la tribu debe morir».
El término es habitualmente empleado por detractores del marxismo-leninismo, como Afonso Dhlakama, líder de la opositora RENAMO; así como por los marxistas tradicionales que rechazan la variante nacionalista de Machel; o bien por los miembros socialdemócratas del FRELIMO identificados con su sucesor, Joaquim Chissano, que están en contra de un izquierdismo excesivo en el partido. Por tanto, se considera que la denominación machelismo o machelista tiene una connotación más bien despectiva, y es poco utilizada por los seguidores de Machel.